# 광저우 푸조 오토모티브 컴퍼니
광저우 푸조 오토모티브 컴퍼니(영어: Guangzhou Peugeot Automobile Company, 약칭: GPAC)는 광저우시 정부와 프랑스의 자동차 제조업체인 PSA 푸조 시트로엥의 합작 투자 회사였다.
1985년 9월 26일 설립되었으며, 푸조가 합작 투자에 대한 지분을 매각한 뒤 1997년 3월에 해체되었다.
PSA 푸조 시트로엥의 자매 브랜드인 시트로엥은 이미 1992년에 생산을 시작한 성공적인 합작 회사인 둥펑 시트로엥을 가지고 있었다. 2002년에 푸조 브랜드는 둥펑 자동차를 통해 중국 시장에 다시 공개되었다.
해체 이후, 혼다는 광저우 정부와 합병하여 자체 합작 법인인 광치 혼다를 설립했다.

## 역사
중국 최초의 합작 자동차 제조 기업 중 하나인 이 회사는 11년 동안 약 10만 대의 자동차만 생산했다.
원래는 차량 판매를 통해 판매된 두 가지 모델을 제조했으며, 이 회사의 제품은 대부분 택시나 정부 직원에 의해 사용되었다. 차량 판매는 1989년에 시작되었으며, 모델 라인은 푸조 505(1980년 디자인)와 504(1968년 디자인)로 구성되었다.

### 갈등
지역 공급망 구축을 장려하기 위해 설정된 구성 요소 현지화 목표는 긴장을 심화시켰다. 이 목표는 전혀 달성되지 않았거나 늦게 달성되었고, 프랑스는 처음에는 부품 판매에서 이익을 얻었지만 중국 소비자는 경험이 부족한 공급업체의 구성 요소 현지화가 증가하면서 열등한 제품이 생산되는 것을 보았다..중국의 저항에도 불구하고 푸조는 이익을 환수했고 문화적 갈등은 계속되었다. 1993년, 푸조는 열등해진 모델이 더 나은 제품에 의해 완성도가 떨어지는 것을 보았다. 판매량은 2,544대로 떨어졌고 경쟁사인 상하이 VW는 전체 시장의 50%인 무려 146,000대를 생산했다. 1996년, 광저우 정부는 더 이상 프랑스의 외국 파트너를 원하지 않는다고 결정했다. 푸조는 1997년에 철수했고  광저우 자동차는 혼다와 새로운 합작 투자를 시작하기로 결정했다.

## 주주
PSA 푸조 시트로엥은 22%의 지분을 보유했으며, 총 외국인 지분은 26%~30%였다.

## 갤러리

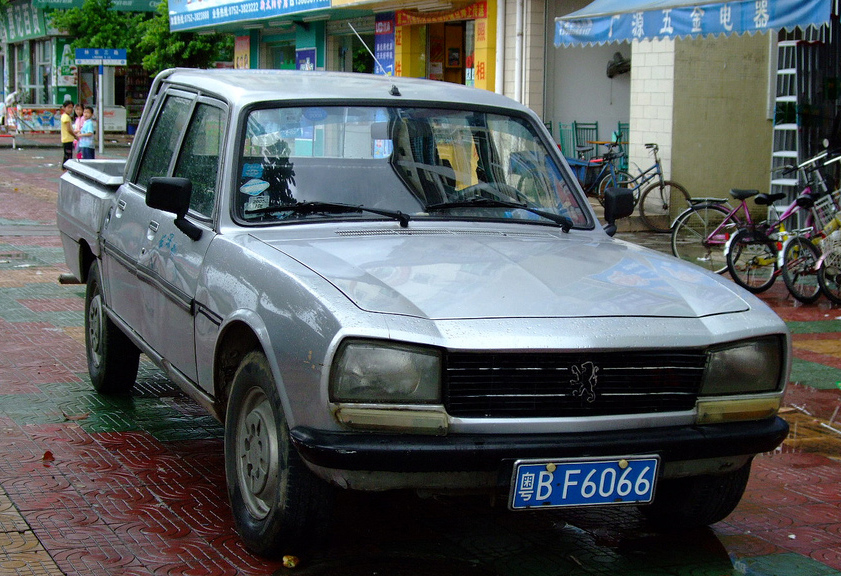
1989년~1997년
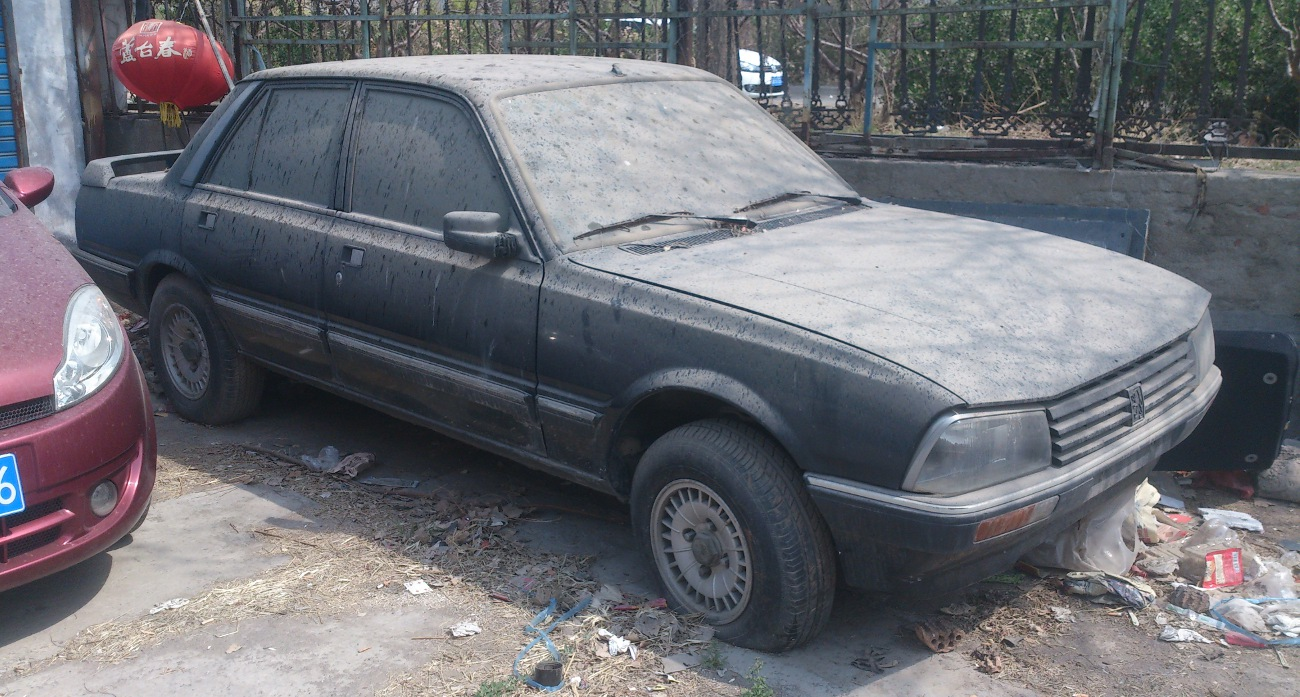
1990년~1997년 광저우 푸조 GP 7202/7203

광저우 푸조 GP 7200 트럭
- 1990년~1997년

광저우 푸조 GP 7202/7203